# Dylan Neal
Pour les articles homonymes, voir Neal.
Dylan Neal est un acteur et producteur de cinéma canadien né le 8 octobre 1969 à Richmond Hill (Canada). Il a été choisi pour interpréter le rôle de Bob Adams, le beau-père d'Anastasia Steele, dans l'adaptation de Cinquante nuances de Grey en 2015.

## Biographie
Dylan Neal est né le 8 octobre 1969 à Richmond Hill, Ontario, Canada. Peu de temps après, sa famille a déménagé à Oakville, juste à l'ouest de Toronto, où il a passé le reste de son enfance. Jeune étudiant, il a fréquenté l'école préparatoire Appleby College, où il a été initié au jeu de squash. Dylan est rapidement tombé amoureux de ce sport et a rapidement joué pour le Canada à un niveau international. Vers la fin de son adolescence, après de nombreuses années passées à parcourir le circuit de squash amateur à travers l’Amérique du Nord, Dylan a décidé qu’une carrière de squash professionnel n’était pas pour lui.
À ce moment-là, Dylan fréquentait l'école secondaire Blakelock, où il était inscrit au programme de théâtre. À la demande de son professeur d'art dramatique, Dylan a signé avec un agent artistique de Toronto et a commencé à auditionner professionnellement. Dylan ne tarda pas à réaliser que c'était la direction que prendrait sa carrière. En 1992, Dylan a déménagé à Los Angeles, où sa carrière a rapidement décollé. 
Le 21 septembre 1996, il a épousé Becky Southwell avec qui il aura 2 enfants
Il a vécu à Los Angeles jusqu'en 2006, date à laquelle sa famille et lui-même se sont installés à Vancouver pour la production de la série télévisée Lifetime 'Blood Ties'. En 2011, Dylan et sa famille sont rentrés à Los Angeles.
La carrière de Dylan lui a permis de beaucoup voyager pour le tournage de films, notamment en Israël, en Allemagne, en Chine, dans les Caraïbes et partout en Amérique du Nord. Dans ses temps libres, Dylan aime passer le plus de temps possible avec sa famille et ses amis. On peut aussi parfois le voir dans son atelier où, en tant que menuisier chevronné, il recrée depuis des années des meubles d'époque des XVIIIe et XIXe siècles.

## Filmographie

### Cinéma
- 1990 : Le Bal de l'horreur 3 : Dernier baiser avant l'enfer : Andrew Douglas
- 1992 : I'll Never Get to Heaven : Carl
- 1997 : Taylor's Return : Robert
- 2001 : XCU: Extreme Close Up (en) de Sean S. Cunningham : Lew Constant
- 2002 : 40 jours et 40 nuits (40 Days and 40 Nights) : David Brokaw
- 2002 : Landspeed : Young Brian Sanger
- 2004 : Extreme Dating : Sean
- 2005 : Chupacabra Terror : Lance
- 2005 : Mute : James
- 2010 : Percy Jackson : Le Voleur de foudre : Hermès
- 2010 : Le voyageur (The traveler) : Inspecteur Alexander Black
- 2015 : Cinquante nuances de Grey (Fifty Shades of Grey) : Robbin "Bob" Adams

### Télévision

#### Téléfilms
- 1996 : Golden Will: The Silken Laumann Story : John Wallace
- 2000 : L'Homme du président (The President's Man) : Deke Slater
- 2002 : Babylon 5 : La Légende des Rangers (Babylon 5: The Legend of the Rangers: To Live and Die in Starlight) : David Martell
- 2005 : Les Ailes du chaos (Locusts) : Dan Dyrer
- 2005 : Vampire Bats : Dan Dryer
- 2006 : Le Berceau du mensonge (Cradle of Lies) : Jack Collins
- 2008 : Chasseuse de tempêtes (Storm Seekers) : Ryan Stewart
- 2010 : Secrets de famille (My Family's Secret) : Jason Darcy
- 2011 : Le Feu de la vengeance (Another Man's Wife) : Brian Warner
- 2011 : Un peu, beaucoup, à la folie (He Loves Me) de Jeff Renfroe : Nick
- 2011 : Terreur dans l'Arctique (Ice road terror) : Neil Conroy
- 2013 : Intuition maternelle (Dangerous Intuition) : Hugh Dinsman
- 2014 : Le cauchemar d'une mère (A Wife's Nightmare) de Vic Sarin : Gabe Michaels
- 2016 : Une nouvelle tradition pour Noël (Looks Like Christmas) de Terry Ingram : Terry Evans
- 2018 : La recette du coup de foudre (Truly, Madly, Sweetly) de Ron Oliver : Éric

#### Séries de téléfilms
- 2015-2020 : Enquêtes gourmandes (The Gourmet Detective) : Henry Ross
  - 2015 : Enquêtes gourmandes : Meurtre au menu (The Gourmet Detective) de Scott Smith
  - 2015 : Enquêtes gourmandes : Meurtre quatre étoiles (The Gourmet Detective: A Healthy Place to Die) de Scott Smith
  - 2016 : Enquêtes gourmandes : Meurtre al dente (The Gourmet Detective: Death Al Dente) de Terry Ingram
  - 2017 : Enquêtes gourmandes : Festin mortel (The Gourmet Detective: Eat, Drink & Be Buried) de Mark Jean
  - 2020 : Enquêtes gourmandes : Le secret du chef (The Gourmet Detective: Roux the Day) de Mark Jean

#### Séries télévisées
- 1988 : Captain Power et les soldats du futur (saison 1, épisodes 15 & 16) : Jon Power
- 1988 : Learning the Ropes (saison 1, épisode 6) : Student hunk
- 1989 : La Nouvelle Guerre des mondes (War of the Worlds) (saison 2, épisode 4) : Scavenger 1
- 1989 : Superkid (saison 2, épisode 5) : Sean Casey
- 1990 : Une maison de fous (saison 1, épisode 3) : Bo Riddley
- 1990 : E.N.G. reporters de choc (saison 2, épisode 8) : Kevin Wilkes
- 1993 : Catwalk (saison 1, épisode 14) : Matt
- 1993 : Un privé sous les tropiques (saison 3, épisode 13) : River Rhodes
- 1993 : Promo 96 (saison 1, épisode 11) : Phillip
- 1993 : Kung Fu, la légende continue (saison 1, épisode 20) : Jim Reardon
- 1994-1996 : Amour, Gloire et Beauté (The Bold and the Beautiful) (207 épisodes) : Dylan Shaw
- 1997 : Life with Roger (saison 1, épisode 16) : Collin, the Exterminator
- 1997 : Brentwood (7 épisodes) : Cory Robbins
- 1998 : Profiler (saison 2, épisode 11) : Philip Nichols
- 1998 : Chérie, j'ai rétréci les gosses (saison 1, épisode 20 & 21) : Roger Persimmons
- 1998 : Working (saison 1, épisode 22) : Royce
- 1998 : You Wish (saison 1, épisode 9) : Ken
- 1998-1999 : Hyperion Bay (17 épisodes) : Nick Sweeny
- 1998-2003 : Dawson (20 épisodes) : Doug Witter
- 1999 : JAG (saison 5, épisodes 1, 3 & 10) : Lt. Dalton 'Boomer' Jonas
- 1999 : It's Like, You Know... (saison 2, épisode 11) : Kevin
- 2001 : Voleurs de charme (saison 1, épisode 4) : Drew
- 2002 : Sydney Fox, l'aventurière (saison 3, épisode 12) : Zack
- 2002 : Spy Girls (saison 1, épisode 3) : Dr Ellison
- 2002 : Flatland (saison 1, épisodes 3 & 9) : David White
- 2003 : Sabrina, l'apprentie sorcière (10 épisodes) : Aaron
- 2003 : I'm with Her (saison 1, épisode 5) : John
- 2004 : LAX (saison 1, épisode 1) : Harley's Date
- 2004 : Kevin Hill (saison 1, épisode 5) : Trevor Mallard
- 2005 : Les Experts : Miami (saison 3, épisode 22) : Patrick Hale
- 2006 : La Guerre à la maison (saison 1, épisode 16) : Dr Jonathan Vogel
- 2006 : The Jake Effect (saison 1, épisodes 5 & 6) : Robert
- 2007 : Blood Ties (22 épisodes) : Inspecteur Mike Celluci
- 2008 : Psych : Enquêteur malgré lui (saison 2, épisode 11) : Jan Anglund
- 2008 : Stargate Atlantis (saison 4, épisode 15) : Dave Sheppard
- 2009 : The L Word (saison 6, épisodes 5 & 6) : Caleb Cooper
- 2009 : Wild Roses (8 épisodes) : Geologist Dillon Parker
- 2009-2010 : Smallville (épisodes 9x08 & 9x18) : D.A. Ray Sacks
- 2009-2017 : Les Enquêtes de Murdoch (épisode 2x13 & saison 11 ) : Sergent Jasper Linney
- 2010 : Human Target : La Cible (saison 1, épisode 5) : Wes Gibson
- 2010 : Life Unexpected (saison 2, épisode 3) : Bruce Jackson
- 2011 : Les Experts (saison 11, épisode 19) : M. Culver
- 2011 : Rizzoli and Isles (saison 2, épisode 2) : Dr Hanson / Russell Dempsey
- 2011 : Haven (saison 2, épisode 9) : Hugh Underwood
- 2011 : Flashpoint (saison 4, épisode 18) : Cpt. Simon Griggs
- 2012 : 90210 Beverly Hills : Nouvelle Génération (saison 4, épisode 17) : William Paddington
- 2012 : Ringer (saison 1, épisode 21) : Washburn Milter
- 2013 : Bones (saison 8, épisode 6) : Lieutenant Colonel Ben Fordham
- 2013 : Motive (saison 1, épisode 4) : Shawn Mitchell
- 2013 : Arrow (10 épisodes) : Dr. Anthony Ivo
- 2013 : Retour à Cedar Cove (Cedar Cove) (36 épisodes) : Jack Griffith
- 2016 : Dead of Summer : Un été maudit (saison 1, épisodes 6 & 9) : Keith Jones
- 2021 : 9-1-1 (saison 4, épisode 13) : le docteur Sampson